# Rækker Mølle
Rækker Mølle is een plaats in de Deense regio Midden-Jutland, gemeente Ringkøbing-Skjern, en telt 347 inwoners (2008). Het dorp ligt aan de voormalige spoorlijn Skjern - Videbæk. Het oude stationsgebouw is nog aanwezig.